# 大阪プロレスタッグ王座
大阪プロレスタッグ王座（おおさかプロレスタッグおうざ）は、大阪プロレスが管理、認定している王座。

## 歴史
2001年、大阪プロレスタッグ王座を創設。5月19日、大阪プロレスMOTHER HALL大会で行われた初代王座決定リーグに優勝したGamma&大王QUALLT組が初代王者になった。
2019年1月18日、王座名を大阪タッグ王座に変更。
2023年2月、王座名を大阪プロレスタッグ王座に変更。

## 歴代王者

### 大阪プロレスタッグ王座
| 歴代   | タッグチーム                                 | 戴冠回数 | 防衛回数 | 獲得日付       | 獲得場所 （対戦相手・その他）                                                  |
| ------ | -------------------------------------------- | -------- | -------- | -------------- | ------------------------------------------------------------------------------ |
| 初代   | Gamma&大王QUALLT                             | 1        | 0        | 2001年5月19日  | MOTHER HALL スペル・デルフィン&村浜武洋 返上                                   |
| 第2代  | ブラックバファロー&ツバサ                    | 1        | 0        | 2001年7月21日  | MOTHER HALL スペル・デルフィン&村浜武洋                                        |
| 第3代  | 怪獣Zマンドラ&村浜武洋                       | 1        | 0        | 2001年8月24日  | 梅田ステラホール                                                               |
| 第4代  | アステカ&ミラクルマン                        | 1        | 0        | 2001年11月24日 | デルフィンアリーナ                                                             |
| 第5代  | "ビッグボス"MA-G-MA&大王QUALLT               | 1        | 2        | 2002年1月3日   | 大阪府立臨海スポーツセンター                                                   |
| 第6代  | ブラックバファロー&ツバサ                    | 2        | 1        | 2002年8月25日  | MOTHER HALL                                                                    |
| 第7代  | 獣神サンダー・ライガー&村浜武洋              | 1        | 5        | 2003年2月1日   | 大阪城ホール                                                                   |
| 第8代  | ビリーケン・キッド&タイガースマスク          | 1        | 4        | 2003年12月6日  | デルフィンアリーナ                                                             |
| 第9代  | ブラックバファロー&大王QUALLT                | 1        | 0        | 2004年12月19日 | 松下IMPホール                                                                  |
| 第10代 | ビリーケン・キッド&ペロ                      | 1        | 1        | 2005年2月13日  | 大阪府立体育会館第2競技場 返上                                                 |
| 第11代 | 秀吉&政宗                                    | 1        | 0        | 2005年7月23日  | 松下IMPホール スーパードルフィン&タイガースマスク                              |
| 第12代 | ツバサ&ビリーケン・キッド                    | 1        | 1        | 2005年9月17日  | 大阪府立体育会館第2競技場 返上                                                 |
| 第13代 | ブラックバファロー&ビリーケン・キッド        | 1        | 0        | 2006年2月26日  | 大阪府立門真スポーツセンターサブアリーナ タイガースマスク&フラッシュムーン     |
| 第14代 | ビリーケン・キッド&秀吉                      | 1        | 1        | 2006年8月6日   | デルフィンアリーナ                                                             |
| 第15代 | GAINA&ゼウス                                 | 1        | 0        | 2006年12月2日  | デルフィンアリーナ                                                             |
| 第16代 | 秀吉&政宗                                    | 2        | 1        | 2007年2月12日  | 大阪府立国際会議場イベントホール                                               |
| 第17代 | 景虎&ラッセ                                  | 1        | 1        | 2007年8月26日  | ディファ有明                                                                   |
| 第18代 | ゼロ&GAINA                                   | 1        | 5        | 2007年12月15日 | 阿南市スポーツ総合センター                                                     |
| 第19代 | ツバサ&アジアン・クーガー                    | 1        | 0        | 2008年10月26日 | 松下IMPホール                                                                  |
| 第20代 | ブラックバファロー&タイガースマスク          | 1        | 1        | 2009年1月1日   | デルフィンアリーナ                                                             |
| 第21代 | ザ・グレート・サスケ&アジアン・クーガー      | 1        | 0        | 2009年2月15日  | 大阪府立体育会館第2競技場                                                      |
| 第22代 | ブラックバファロー&タイガースマスク          | 2        | 0        | 2009年5月20日  | 後楽園ホール                                                                   |
| 第23代 | 秀吉&政宗                                    | 3        | 4        | 2009年7月18日  | 大阪ミナミ ムーブ・オン アリーナ                                               |
| 第24代 | 原田大輔&小峠篤司                            | 1        | 1        | 2010年2月11日  | 大阪府立体育館第2競技場                                                        |
| 第25代 | 望月成晃&ドン・フジイ                        | 1        | 1        | 2010年7月17日  | 大阪ミナミ ムーブ・オン アリーナ                                               |
| 第26代 | 原田大輔&小峠篤司                            | 2        | 0        | 2010年10月31日 | 大阪府立体育会館第2競技場                                                      |
| 第27代 | 空牙&ヲロチ                                  | 1        | 1        | 2010年11月28日 | 大阪ミナミ ムーブ・オン アリーナ                                               |
| 第28代 | ゼウス&The Bodyguard                         | 1        | 1        | 2011年2月12日  | 大阪府立体育会館第2競技場                                                      |
| 第29代 | ヲロチ&タダスケ                              | 1        | 0        | 2011年3月19日  | 大阪ミナミ ムーブ・オン アリーナ                                               |
| 第30代 | 原田大輔&小峠篤司                            | 3        | 2        | 2011年7月18日  | 大阪ミナミ ムーブ・オン アリーナ                                               |
| 第31代 | 空牙&HAYATA                                  | 1        | 3        | 2011年10月30日 | 大阪府立体育会館第2競技場 返上                                                 |
| 第32代 | タダスケ&HAYATA                              | 1        | 2        | 2012年7月28日  | 大阪府立体育会館第2競技場 秀吉&政宗、ゼウス&The Bodyguardによる3WAYマッチ 返上 |
| 第33代 | タダスケ&三原一晃                            | 1        | 3        | 2013年5月19日  | 松下IMPホール ゼウス&The Bodyguard                                             |
| 第34代 | ゼウス&The Bodyguard                         | 2        | 1        | 2013年10月27日 | ナスキーホール梅田 返上                                                        |
| 第35代 | 怪獣ニューワールド&キャラメルボーイ          | 1        | 1        | 2017年5月6日   | 西区民センター HUB&オコノミヤキーダー                                          |
| 第36代 | タコヤキーダー&アルティメット・スパイダーJr. | 1        | 2        | 2017年10月8日  | 都島区民センター                                                               |

### 大阪タッグ王座
| 歴代   | タッグチーム                  | 戴冠回数 | 防衛回数 | 獲得日付      | 獲得場所 （対戦相手・その他）                |
| ------ | ----------------------------- | -------- | -------- | ------------- | -------------------------------------------- |
| 第37代 | バッファロー&ツバサ           | 3        | 0        | 2019年1月14日 | 大淀コミュニティセンター                     |
| 第38代 | マグニチュード岸和田&吉田隆司 | 1        | 0        | 2019年3月31日 | 此花区民ホール                               |
| 第39代 | スペル・デルフィン&Gamma      | 1        | 0        | 2019年5月1日  | 大阪府立体育会館第2競技場                    |
| 第40代 | ライジングHAYATO&石鎚山太郎   | 1        | 0        | 2019年6月9日  | 松山市総合コミュニティセンター企画展示ホール |
| 第41代 | Gamma&スペル・シーサー        | 1        | 1        | 2019年8月31日 | すみのえ舞昆ホール                           |

### 大阪プロレスタッグ王座
| 歴代   | タッグチーム                                 | 戴冠回数 | 防衛回数 | 獲得日付       | 獲得場所 （対戦相手・その他）            |
| ------ | -------------------------------------------- | -------- | -------- | -------------- | ---------------------------------------- |
| 第42代 | HUB&GAINA                                    | 2        | 1        | 2019年12月28日 | 福島区民センター                         |
| 第43代 | タコヤキーダー&アルティメット・スパイダーJr. | 2        | 2        | 2023年5月21日  | COOL JAPAN PARK OSAKA TTホール           |
| 第44代 | TORU&ゴリアテ                                | 1        | 1        | 2023年12月10日 | 咲州モリーナ                             |
| 第45代 | ツバサ&ビリーケン・キッド                    | 2        | 1        | 2024年6月23日  | COOL JAPAN PARK OSAKA TTホール           |
| 第46代 | 浅川紫悠&大瀬良泰貴                          | 1        | 0        | 2024年10月27日 | アゼリア大正                             |
| 第47代 | 入江茂弘&クワイエット・ストーム              | 1        | 1        | 2024年12月29日 | 大阪府立門真スポーツセンターサブアリーナ |
| 第48代 | 浅川紫悠&ゴリアテ                            | 1        | 1        | 2025年6月15日  | COOL JAPAN PARK OSAKA TTホール           |